# Тренкадис
Тренкадис (кат. trencadís) је посебна техника слагања мозаика од парчића сломљених керамичких плочица и стакла, веома заступљена у каталонском модернизму, чак би се могло рећи да је једна од основних његових карактеристика. 
Уопште, модернисти су веома радо користили керамику, али Антони Гауди ће јој дати једну потпуно нову димензију и сопствени печат. Могли бисмо практично рећи да је био претеча рециклаже. Користио је отпад из фабрика керамике из целе Шпаније, све што се бацало и сматрало неупотребљивим, као разбијени тањири шоље и тацне, и претварао их у ремек-дела. 
Техника је први пут коришћена у изградњи Парка Гвељ у Барселони, дизајнираног по Гаудијевим нацртима. Заправо, могло би се рећи да је техника настала из потребе, јер технички није било могуће ставити равне керамичке плочице на обле архитектонске облике парка.
Најпознатија архитектонска дела где је техника тренкадиса примењена су управо Гаудијева дела: Парк Гвељ, Кућа Батљо, Ла Педрера.